# Биокозметика
Биокозметиката обхваща козметични препарати, които не съдържат химически вещества и замърсяващи елементи (пестициди, ГМО, синтетични продукти и др).
Освен за хората тези вещества могат да бъдат вредни и за околната среда. Изготвена на базата на живи суровини, биокозметиката има реална и дългосрочна ефективност. Компаниите, които ги произвеждат, са задължени да предоставят пълна прозрачност на съставките и произхода на своите био продукти.
Биокозметиката твърдо изключва животинските екстракти или опити върху животни. Единствено съставки, които са плод на животинска продукция (като мед), са допустими в био козметиката.